# Bolton Equities Black Spoke/2023
Deze pagina geeft een overzicht van wielerploeg Bolton Equities Black Spoke in 2023.

## Algemeen
Algemeen manager:
Teammanager: Scott Guyton, William Green, Franky Van Haesebroucke
Ploegleiders:

## Renners
| Naam               | Geboortedatum | Nationaliteit       | Ploeg 2022                         |
| ------------------ | ------------- | ------------------- | ---------------------------------- |
| Ethan Batt         | 20-08-1998    | Nieuw-Zeeland       |                                    |
| Matthew Bostock    | 16-07-1997    | Verenigd Koninkrijk | WiV SunGod                         |
| Josh Burnett       | 26-10-2000    | Nieuw-Zeeland       | MitoQ-NZ Cycling Project           |
| Ryan Christensen   | 12-09-1996    | Nieuw-Zeeland       |                                    |
| Logan Currie       | 23-06-2001    | Nieuw-Zeeland       |                                    |
| Mitchel Fitzsimons | 09-01-2003    | Nieuw-Zeeland       |                                    |
| James Fouché       | 28-03-1998    | Nieuw-Zeeland       |                                    |
| Aaron Gate         | 26-11-1990    | Nieuw-Zeeland       |                                    |
| Regan Gough        | 06-10-1996    | Nieuw-Zeeland       |                                    |
| George Jackson     | 20-02-2022    | Nieuw-Zeeland       | MitoQ-NZ Cycling Project           |
| Ollie Jones        | 23-04-1996    | Nieuw-Zeeland       | St George Continental Cycling Team |
| Josh Kench         | 06-05-2001    | Nieuw-Zeeland       |                                    |
| Luke Mudgway       | 12-06-1996    | Nieuw-Zeeland       |                                    |
| Bailey O'Donnell   | 25-09-2000    | Nieuw-Zeeland       |                                    |
| James Oram         | 17-06-1993    | Nieuw-Zeeland       |                                    |
| Jacob Scott        | 14-06-1995    | Verenigd Koninkrijk | WiV SunGod                         |
| Tom Sexton         | 19-11-1998    | Nieuw-Zeeland       |                                    |
| Mark Stewart       | 25-08-1995    | Verenigd Koninkrijk |                                    |
| Rory Townsend      | 30-06-1995    | Ierland             | WiV SunGod                         |
| Paul Wright        | 03-02-1998    | Nieuw-Zeeland       | Mg.K Vis-Color for Peace-VPM       |

### Stagiairs
Per 1 augustus 2023
| Naam               | Geboortedatum | Nationaliteit       | Vorige ploeg         |
| ------------------ | ------------- | ------------------- | -------------------- |
| Keegan Hornblow    | 25-10-2001    | Nieuw-Zeeland       | -                    |
| Dan Gardner        | 6-3-1996      | Verenigd Koninkrijk | Embark Spirit BSS    |
| Victor Vercouillie | 3-11-2002     | België              | EFC-L&R - Van Mossel |

### Vertrokken
| Naam             | Geboortedatum | Nationaliteit | Ploeg 2023        |
| ---------------- | ------------- | ------------- | ----------------- |
| Dylan Mccullough | 15-02-2001    | Nieuw-Zeeland | Gestopt           |
| Michael Vink     | 22-11-1991    | Nieuw-Zeeland | UAE Team Emirates |

## Overwinningen
| Nationale kampioenschappen wielrennen Nieuw-Zeeland - tijdrit u23: Logan Currie Nieuw-Zeeland - tijdrit: Aaron Gate Nieuw-Zeeland - wegwedstijd: James Oram Oceanisch kampioenschap tijdrijden, elite: Tom Sexton New Zealand Cycle Classic 1e etappe: James Oram 3e etappe: Josh Burnett 4e etappe: Luke Mudgway Eindklassement: James Oram Puntenklassement: Luke Mudgway Ploegenklassement: *1) La Roue Tourangelle Rory Townsend Ronde van Asturië Bergklassement: Ollie Jones | Ronde van Griekenland Proloog: Aaron Gate Jongerenklassement: Logan Currie Ploegenklassement: *2) Ronde van Poitou-Charentes Bergklassement: James Fouché Ronde van Groot-Brittannië Bergklassement: James Fouché Ronde van het Taihu-meer 3e etappe: George Jackson 4e etappe: George Jackson Eindklassement: George Jackson Puntenklassement: George Jackson Jongerenklassement: George Jackson Ronde van Langkawi 3e etappe: George Jackson | Grand Prix Pino Cerami James Fouché Ronde van Hainan 1e etappe: George Jackson |

*1) Ploeg New Zealand Cycle Classic: Batt, Burnett, Currie, Jones, Mudgway, Oram
*2) Ploeg Ronde van Griekenland: Burnett, Christensen, Currie, Gate, Sexton, Townsend
Bingoal Pauwels Sauces WB · Bolton Equities Black Spoke · Burgos-BH · Caja Rural-Seguros RGA · EOLO-Kometa · Equipo Kern Pharma · Euskaltel-Euskadi · Green Project-Bardiani-CSF-Faizanè  · Human Powered Health · Israel-Premier Tech · Lotto-Dstny · Q36.5 Pro Cycling Team · Team Corratec · Team Flanders-Baloise · Team Novo Nordisk · Team TotalEnergies · Tudor Pro Cycling Team · Uno-X Pro Cycling Team